# Yuejiazhuang
Yuejiazhuang (kinesiska: 岳家庄乡, 岳家庄) är en socken i Kina. Den ligger i provinsen Shandong, i den östra delen av landet, omkring 110 kilometer sydost om provinshuvudstaden Jinan. Antalet invånare är 33565. Befolkningen består av 16 663 kvinnor och 16 902 män. Barn under 15 år utgör 15,0 %, vuxna 15-64 år 75 %, och äldre över 65 år 8,0 %.
Genomsnittlig årsnederbörd är 912 millimeter. Den regnigaste månaden är juli, med i genomsnitt 310 mm nederbörd, och den torraste är januari, med 4 mm nederbörd.